# 馬路楊
22°59′56″N 120°11′47″E / 22.998790°N 120.196303°E

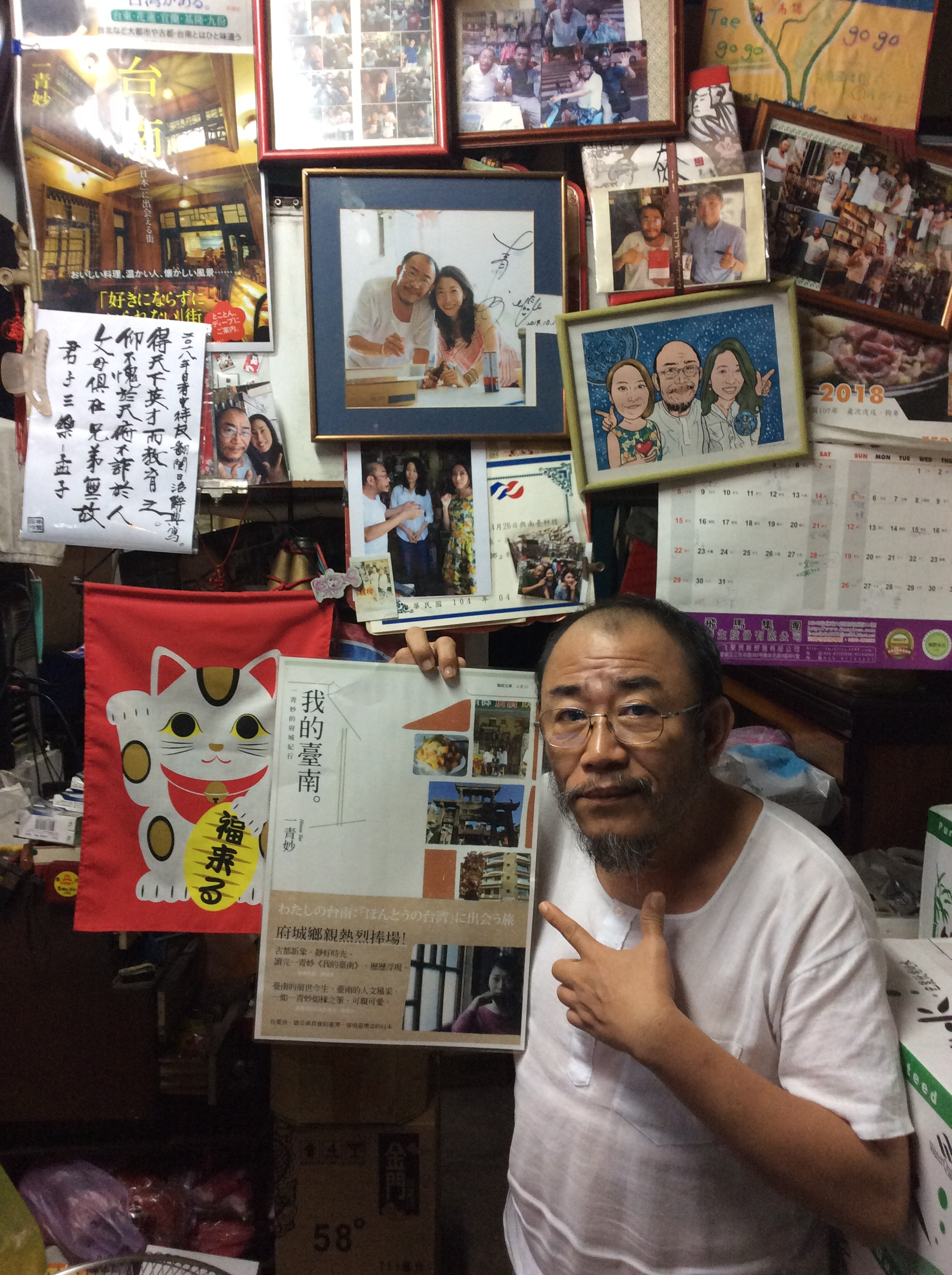
楊馬路及馬路楊檳榔會社的牆面，牆上掛滿與一青妙和台南旅遊相關的資料。

馬路楊檳榔會社（店名：楊双冬檳榔）是位於台南市中西區的一間檳榔攤，經營者為楊馬路，因為一青妙的書籍介紹而在日本暴紅，3年無償招待500多組日本遊客而聞名。被一青妙譽為「台南人情味代表」。

## 簡介
楊馬路（1965年—）身高158公分，戴眼鏡、穿白色麻衫、蓄短鬍。楊馬路原本身高171公分，因為糖尿病導致骨質疏鬆而矮了13公分。小時候因父親生病而放棄學業繼承檳榔攤。因為作家一青妙到檳榔攤問路與談話而結識。一青妙覺得楊馬路抽菸喝酒的樣子像她父親顏惠民，因此認楊馬路為「第二個爸爸」，一青妙將這段經歷寫入書中，此書出版後吸引需多日本遊客前來拜訪，截至2018年8月已經有超過500組（3000多人次）遊客慕名而來，楊馬路也樂意擔任解說員導覽。楊馬路經營檳榔三十餘年，十分熟識此地的文化，佐藤春夫記念館館長辻本雄一等研究佐藤春夫的台灣鬼怪小說〈女誡扇綺譚〉的團隊曾請楊馬路帶領團隊尋找書中所描述的地點位置等內容。
楊馬路不會日語，但是能用比手畫腳的方式介紹給日本遊客。楊馬路以熱情和人情味著名。楊馬路也曾經在一青妙的作品《日本媽媽的臺菜物語》的台日合作電影《媽媽，晚餐吃什麼？》客串演出。
楊馬路認為檳榔並不是不好的事物，並表示檳榔本來是中藥、早期台灣的檳榔是貴重的商品，現在卻被少數掛羊頭賣狗肉的賭場和情色場所汙名化。這間檳榔攤就是一間沒有檳榔西施的檳榔攤。
楊双冬檳榔攤店面位於台南市中西區民族路和康樂街交叉口，是經營50多年的老店面。招牌中的冬是台灣南投縣的檳榔產地，招牌中的楊為「◯」內有「楊」字樣，在日治時代這種「◯」標誌稱為「（羅馬化：maru）」發音接近中文「馬路」的發音。
在結識一青妙之後便成立臉書粉絲團「馬路楊檳榔會社」，並於粉絲團紀錄來訪的遊客、推廣台日交流和檳榔文化。
不乏一些知名人士前來，如八田與一的孫子八田修一與金澤市觀光大使德光重人來訪。日本電視台Another Sky曾經拍攝一青妙的妹妹一青窈來訪的節目 。甚至有一些遊客一年會前來拜訪數十次。

## 外部連結
- 馬路楊的Facebook專頁
- YouTube上的ㄧ青 妙さん＠馬路楊檳榔會社 我的台南 わたしの台南
- 佐々木千絵. . 祥伝社. 2017-12: 42. ISBN 9784396616205.
- 蔡蕙如. . . 臺南市政府文化局. 2016-04. ISBN 9789860482669 （中文）.